# Bief (Charente)
Der Bief (auch Ruisseau du Bief genannt) ist ein Fluss in Frankreich, der im Département Charente in der Region Nouvelle-Aquitaine verläuft. Er entspringt an der Gemeindegrenze von Empuré und Villefagnan, entwässert in einer S-Kurve über Südost nach Südwest und mündet nach rund 23 Kilometern im Gemeindegebiet von Luxé als rechter Nebenfluss in die Charente.

## Orte am Fluss
(Reihenfolge in Fließrichtung)
- Villefagnan
- Courcôme
- Salles-de-Villefagnan
- Charmé
- Ligné
- Luxé

## Sehenswürdigkeiten
- Dolmen de Magné, Grabtisch aus dem Neolithikum in Flussnähe, im Gemeindegebiet von Courcôme – Monument historique[4]